# 布拉克內爾 (英國國會選區)
布拉克內爾（英語：Bracknell），英國國會一郡選區，包括英格蘭東南部伯克郡布拉克內爾森林的西南部和沃金厄姆區的南部。
始設於1997年。本區一直支持保守黨。現屆當區議員為菲利浦·李。他在2010年大選中以52.4%選票勝出該區首次當選，接替安德魯·麥凱。